# Die Hard 5: A Good Day to Die Hard
A Good Day to Die Hard hay Die Hard 5 là một bộ phim điện ảnh hành động giật gân của Mỹ do John Moore đạo diễn và Skip Woods viết kịch bản. Đây là phần phim thứ năm của loạt phim Die Hard, với sự tham gia của ngôi sao Bruce Willis vào vai chính John McClane. Nội dung phim xoay quanh việc McClane đến Moscow, Nga để tìm con trai mình và phát hiện ra con trai mình đang hoạt động cho CIA và bị dính líu vào một âm mưu khủng bố. Cùng với Willis, phim còn có sự tham gia diễn xuất của Jai Courtney, Cole Hauser, Yuliya Snigir và Sebastian Koch.
Các cuộc đàm phán xoay quanh kế hoạch thực hiện phần phim thứ năm của loạt phim Die Hard được bắt đầu từ trước khi phần phim thứ tư Live Free or Die Hard được công chiếu, khi Willis khẳng định rằng Live Free or Die Hard chưa phải là phần cuối cùng của loạt phim. Dù vậy, quá trình tiền kỳ phải mãi đến tháng 9 năm 2011 mới được bắt đầu, khi John Moore được chính thức xác nhận sẽ ngồi ghế đạo diễn. Công tác quay phim được bắt đầu từ tháng 4 năm 2012, chủ yếu ở Budapest, Hungary.

## Nội dung
Ở Moscow, viên chức Viktor Chagarin lên kế hoạch đổ tội cho Yuri Komarov trong vụ xét xử sắp tới, trừ khi Komarov đưa ra hồ sơ bí mật được cho là có chứa chứng cứ buộc tội Chagarin. Jack McClane bị bắt giữ sau một cuộc ám sát. Trong khi đó ở New York, bố của Jack là Thám tử John McClane biết được tin con trai mình đang gặp rắc rối. Đã nhiều năm rồi John không gặp Jack.
John kêu đứa con gái Lucy McClane chở ra sân bay để ông bay đến nước Nga. John đến chỗ tòa án nơi mà Komarov bị xét xử. Alik, tên thuộc hạ của Chagarin, đã tạo ra những vụ nổ bom. Nhân lúc đó Jack và Komarov thoát ra ngoài. John và Jack gặp nhau, nhưng họ bị Alik và đám thuộc hạ đuổi theo. Một cuộc rượt đuổi bằng ôtô diễn ra trên đường phố Moscow. John, Jack và Komarov chạy thoát được.
Về nhà an toàn, John biết được con trai ông là sĩ quan CIA và đã nằm vùng suốt 3 năm qua. Sĩ quan Collins hỏi Komarov về nơi cất giấu hồ sơ để cơ quan CIA có thể vạch mặt Chagarin. Thuộc hạ của Chagarin đến nơi, Collins bị bắn chết, còn bố con McClane và Komarov đã chạy thoát. Họ đến một khách sạn để tìm chiếc chìa khóa quan trọng. Tại đây họ gặp được Irina, con gái của Komarov. Alik cùng với đám thuộc hạ xuất hiện và bắt trói hai bố con McClane, còn Komarov bị Irina bắt làm con tin. Hai bố con McClane thoát khỏi dây trói rồi giết chết đám thuộc hạ. Alik và Irina quay trở lại trên chiếc trực thăng Mil Mi-24 và cố gắng giết hai bố con, nhưng cả hai chạy thoát lần nữa.
Đêm đó hai bố con ăn cắp chiếc xe hơi có chứa đầy súng đạn và lái đến Pripyat, Ukraina, nơi có nhà máy điện hạt nhân. Tuy nhiên Irina, Alik và Komarov đã đến đó trước họ. Thực ra không hề có hồ sơ nào cả, bên trong nhà máy chỉ có lối đi bí mật dẫn đến chỗ chứa số uranium trị giá 1 tỷ Euro. Ở trong nhà máy, Komarov giết chết Alik và gọi điện cho Chagarin để nghe tiếng Chagarin bị một tên sát thủ giết chết.
John và Jack vào trong nhà máy, biết được âm mưu thật sự của Komarov, nên bắt giữ ông ta. Irina và một tên thuộc hạ đến giúp đỡ cho Komarov. Jack đuổi theo Komarov, trong khi John đuổi theo Irina. Irina điều khiển trực thăng Mil Mi-26 nã đạn về phía Jack để bảo vệ bố cô. John lái chiếc xe tải đâm vào chiếc trực thăng để làm nó mất thăng bằng. Xe tải bị vướng vào trực thăng, trực thăng lảo đảo mấy vòng, và làm John rơi vào trong tòa nhà.
Jack ném Komarov từ mái nhà rơi xuống cánh quạt trực thăng, giết chết ông ta. Jack và John gặp nhau trong tòa nhà. Chiếc trực thăng đã hết đạn, Irina muốn trả thù cho bố nên cô đâm chiếc trực thăng vào trong tòa nhà để giết hai bố con McClane, như một kiểu tấn công tự sát. Hai bố con McClane sống sót bằng cách nhảy xuống hồ nước bên dưới, lúc đó chiếc trực thăng nổ tung, giết chết Irina. Kết thúc phim, hai bố con McClane về Mỹ và đoàn tụ với Lucy ở sân bay.

## Diễn viên
- Bruce Willis vai John McClane
- Jai Courtney vai John "Jack" McClane, Jr.
- Mary Elizabeth Winstead vai Lucy McClane
- Sebastian Koch vai Yuri Komarov
- Yuliya Snigir vai Irina Komarov
- Sergei Kolesnikov vai Viktor Chagarin
- Radivoje Bukvić vai Alik
- Cole Hauser vai Mike Collins
- Amaury Nolasco vai Murphy
- Roman Luknár vai Anton
- Aldis Hodge vai Trung úy Foxy
- Ganxsta Zolee vai Người lái xe bọc thép